# Ванюково (Псковская область)
Ванюково — деревня на северо-западе Бежаницкого района Псковской области.  Входит в состав сельского поселения Ашевское.
Расположена в 30 км к северу от райцентра Бежаницы и в 31 км к северу от волостного центра, деревни Махново.
Численность населения деревни составляет 3 жителя (2000 год).
До 3 июня 2010 года деревня входила в состав ныне упразднённой Ново-Кузнецовской волости с центром в д. Ублиска.